# Les Ferres
Les Ferres település Franciaországban, Alpes-Maritimes megyében. Lakosainak száma 93 fő (2022. január 1.). Les Ferres Bézaudun-les-Alpes, Bouyon, Conségudes, Gilette, Pierrefeu és Toudon községekkel határos.

## Népesség
A település népességének változása:
| Lakosok száma | 71   | 40   | 36   | 89   | 100  | 106  | 105  | 96   | 91   | 93   |
|               | 1968 | 1982 | 1990 | 2006 | 2013 | 2015 | 2017 | 2019 | 2020 | 2022 |